# Pinus luchuensis
Pinus luchuensis är en tallväxtart som beskrevs av Heirich Mayr. Pinus luchuensis ingår i släktet tallar, och familjen tallväxter. IUCN kategoriserar arten globalt som livskraftig. Inga underarter finns listade i Catalogue of Life.

## Bildgalleri

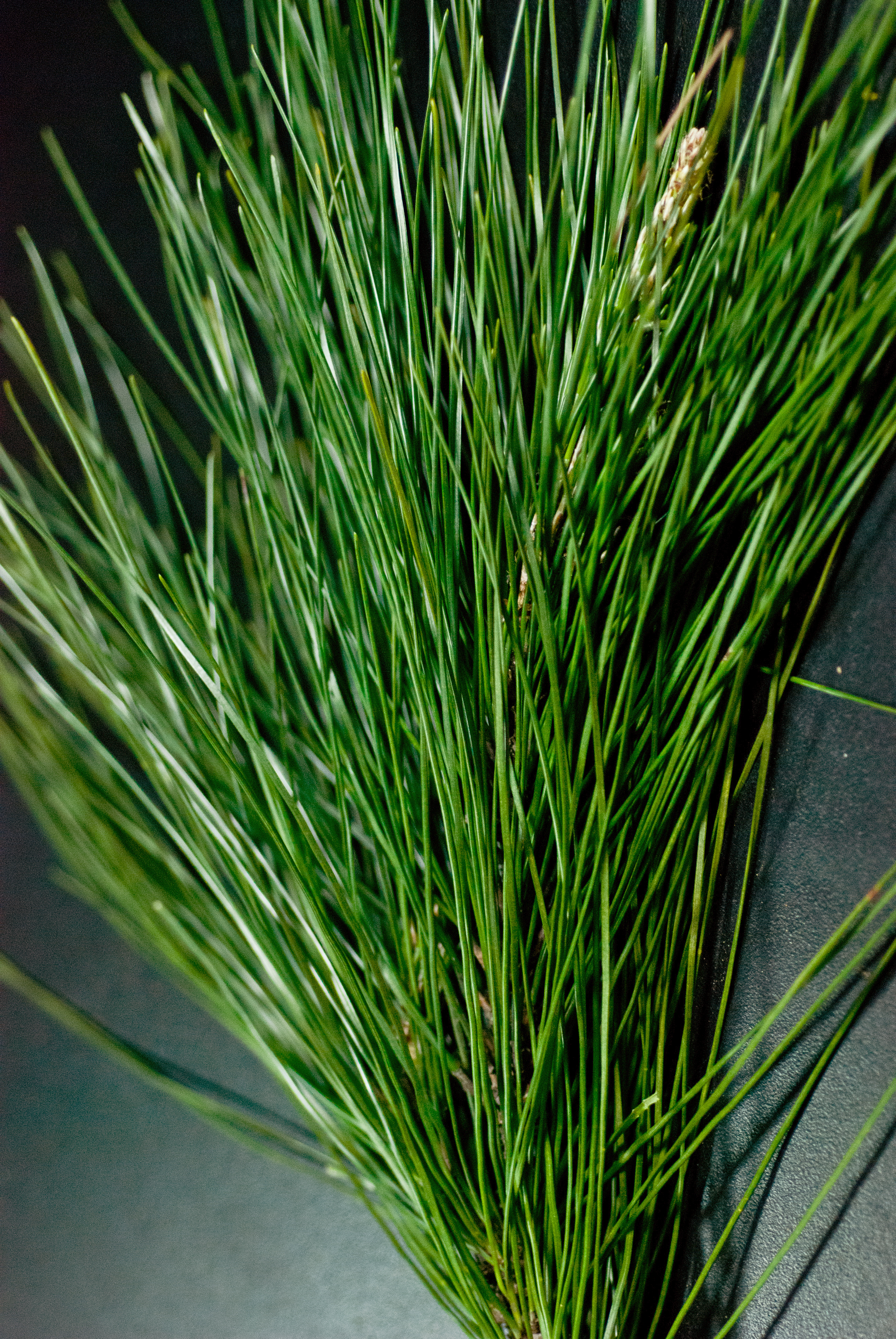
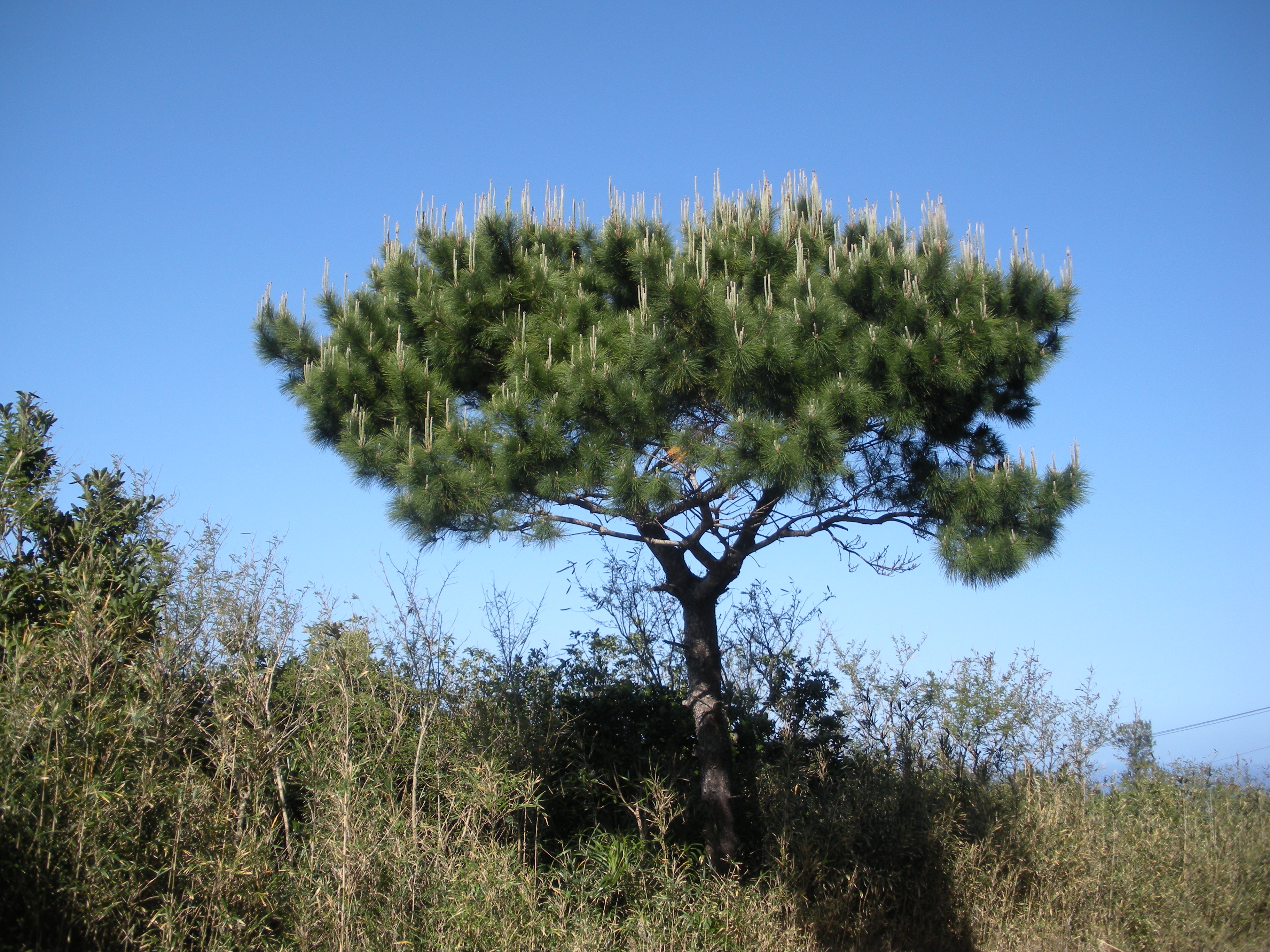
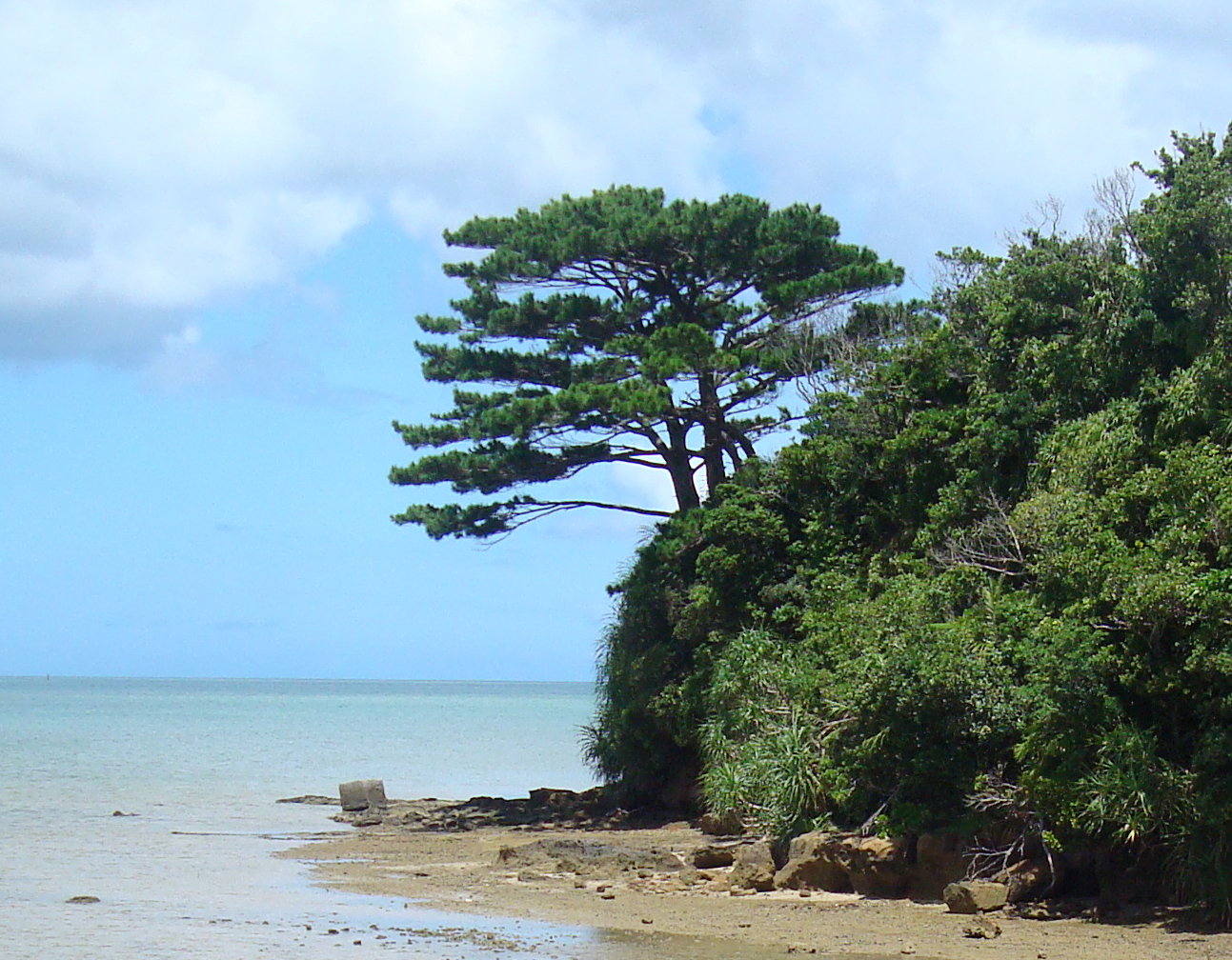
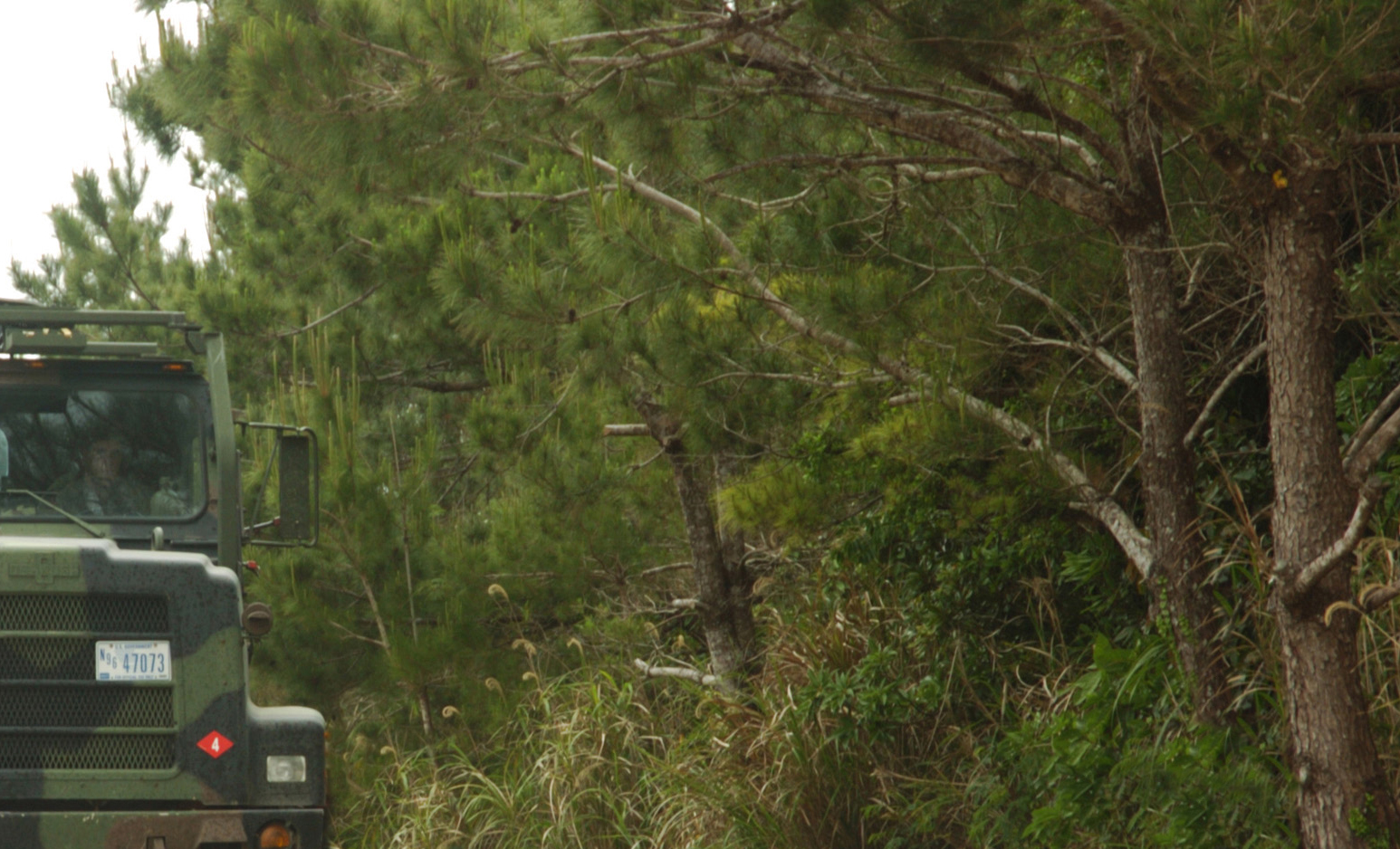
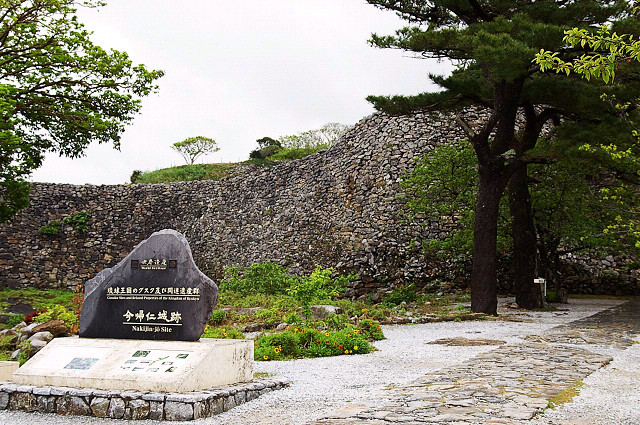
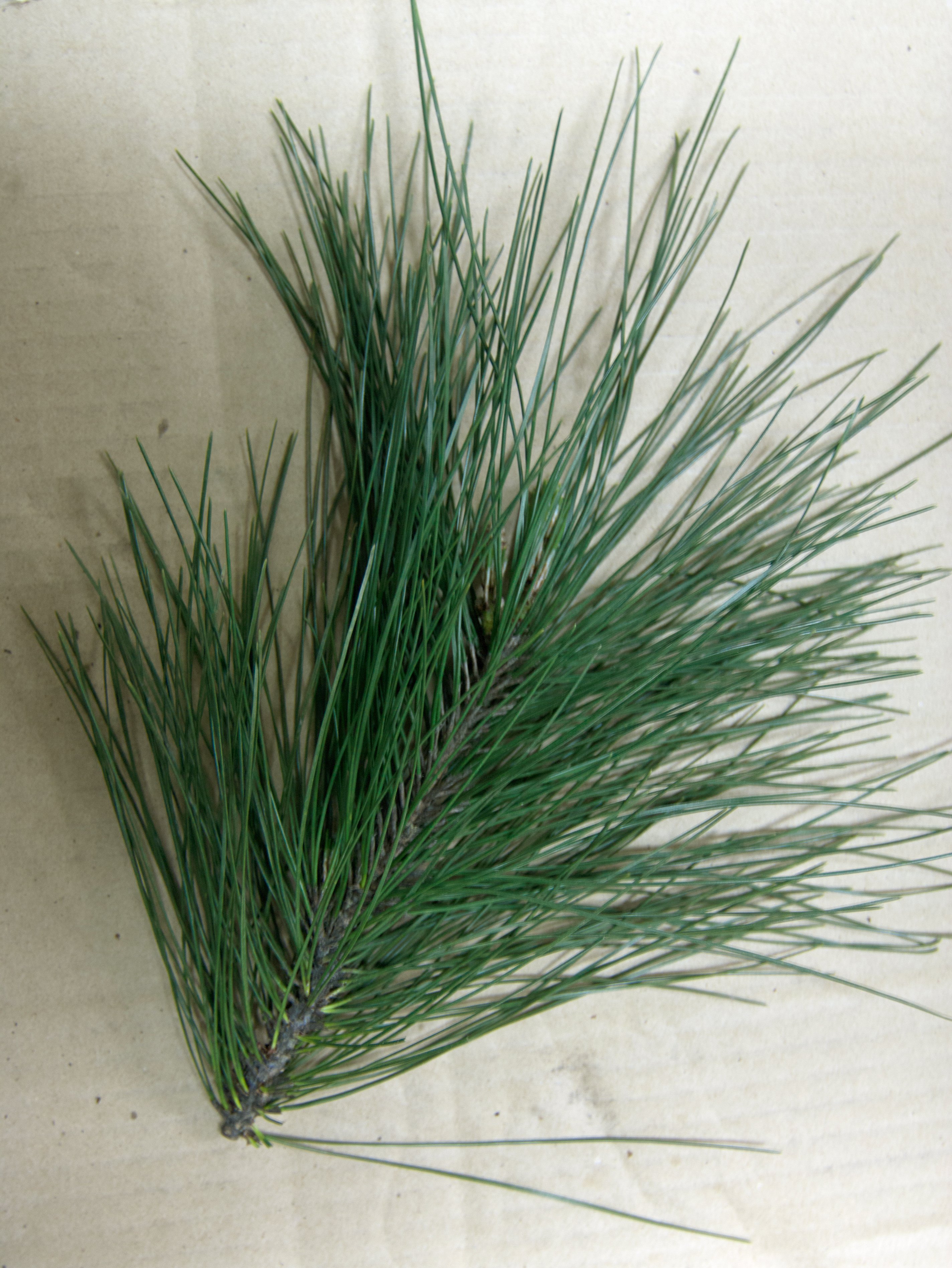